# Johannes Goldberg
Johannes Goldberg, (Amsterdam, 8 mei 1763 - Voorschoten, 25 april 1828) was een patriot en Amsterdamse makelaar, die in 1798 de eerste Nederlandse agent der Nationale Oeconomie werd. Hij maakte in deze hoedanigheid een oriëntatiereis door het land in 1800, waarbij hij zich op de hoogte stelde van de staat van nijverheid en landbouw. Zijn bevindingen legde hij neer in het "Journaal der Reize van den agent der Nationale Oeconomie der Bataafsche Republiek", het oudste overzicht op dit gebied.
Na 1801 was hij diplomaat. Na de Franse tijd keerde hij onder koning Willem I terug in het landsbestuur. Hij eindigde zijn loopbaan als lid van de Raad van State. In 1819 verhief de koning hem in de adelstand met het predicaat jonkheer.
Sinds het voorjaar van 1827 huurde hij de buitenplaats Allemansgeest (thans Berbice) in Voorschoten, waar hij in 1828 overleed.
- Biografisch Portaal: 28942176
- Digitale Bibliotheek voor de Nederlandse Letteren: gold003
- International Standard Name Identifier: 0000 0003 9493 2329
- Nederlandse Thesaurus van Auteursnamen: 070387311
- Parlement.com: vg09llsxlfqc
- Virtual International Authority File: 289545949
- WorldCat: E39PBJppDVp4PKrTmwrMCc4jG3